# Storck
August Storck KG (немецкое произношение: [ˈaʊɡʊst ˈʃtoːɐ̯k]) — немецкий производитель кондитерских изделий с главным офисом в Берлине, принадлежит Акселю Обервеллу. Главная производственная площадка в Германии находится в Галле, другая располагается в Сканнерборг, Дания, а так же в Ордруф, Германия.
Наиболее активно компания действует на рынках Британии, Польши, стран Скандинавии, России и Канады.

## История
Компания была основана в 1903 Августом Сторком, который позже стал Августом Обервеллом.

## Бренды
Наиболее известные продукты:
- Merci (1965)
  - Merci Crocant (по-русски: хрустящее спасибо) (1994)
  - Merci Petits (по-русски: маленькое спасибо) (в прошлом Merci Pur)

- Mamba
- Toffifee (1973)
- Bendicks
- Campino (1966)
- Шоколад Château, производимый для Aldi[2][3]
- Chocolat Pavot (2003)
- Kaufrüchtchen
- Knoppers (1983)[4]
- Milkfuls
- Minis zuckerfrei (по-русски: Sugar-free Minis)
- Шоколад Moser-Roth (1902), восстановлен в  2007 и производится эксклюзивно для Aldi[5]
- Nimm2 (English: Take2) (1962)
  - Nimm2 Lachgummi (English: Take2 Laughing Chews) (1996)
  - Nimm2 soft (2005)
- Riesen (по-русски: Гиганты) (1930-е; версия, покрытая шоколадом, поздние 1980-е)
- Werther's Original (1969)